# Yasushi Shimamura
Yasushi Shimamura (島村泰司, Shimamura Yasushi) est un monteur de film japonais.
Il travaille notamment avec Takashi Miike.

## Filmographie
- 2007
  - Like a Dragon
  - Sukiyaki Western Django
  - Detective Story
- 2006
  - Big Bang Love, Juvenile A
  - La Maison des sévices
  - Sun Scarred
- 2005
  - The Great Yokai War
  - Tokyo Zombie
- 2004
  - Zebraman
  - Trois extrêmes
  - Izo
- 2003
  - The Man in White
  - Gozu
  - La Mort en ligne
- 2002
  - Le Canon de mars
  - Graveyard of Honor
  - Shangri-La
  - Deadly Outlaw: Rekka
- 2001
  - Family
  - Love Cinema Vol. 6: Visitor Q
  - Ichi the Killer
  - Agitator
  - La Mélodie du malheur
- 2000
  - The City of Lost Souls
  - Les Prisonniers du paradis
  - Dead or Alive 2
- 1999
  - Ley Lines
  - Audition
  - Minazuki
  - Dead or Alive
  - Les Cols-blancs de Kintaro
- 1998
  - The Bird People in China
  - Andromedia
  - Blues Harp
  - Young Thugs: Nostalgia
  - Scorpion
  - Scorpion 2
- 1997
  - Young Thugs: Innocent Blood
  - Onibi, le démon
  - Rainy Dog
- 1996
  - Gennsou Andalusia
  - Fudoh: The New Generation
- 1995
  - Another Lonely Hitman
  - Shinjuku Triad Society
- 1994
  - Nekketsu Golf Club
  - Kyouju Luger P08
  - Bodyguard Kiba: Apocalypse of Carnage